# Elecciones federales de Suiza de 1928
Las elecciones federales de Suiza fueron realizadas el 28 de octubre de 1928. A pesar de que el Partido Socialista Suizo obtuvo la mayor cantidad de votos, el Partido Radical Democrático Suizo se posicionó como el partido más grande del Consejo Nacional, obteniendo 58 de los 198 escaños.

## Resultados

### Consejo Nacional
| Partido                                                    | Votos     | %    | Escaños | +/– |
| ---------------------------------------------------------- | --------- | ---- | ------- | --- |
| Partido Socialista Suizo                                   | 220 141   | 27.4 | 50      | +1  |
| Partido Radical Democrático Suizo                          | 220 135   | 27.4 | 58      | –2  |
| Partido Demócrata Cristiano                                | 172 516   | 21.4 | 46      | +4  |
| Partido de los Agricultores, Comerciantes e Independientes | 126 961   | 15.8 | 31      | +1  |
| Partido Democrático Liberal                                | 23 782    | 3.0  | 6       | –1  |
| Partido Comunista                                          | 14 818    | 1.8  | 2       | –1  |
| Grupo Democrático                                          | 14 073    | 1.7  | 3       | –2  |
| Partido Popular Evangélico de Suiza                        | 5618      | 0.7  | 1       | 0   |
| Unión por la Defensa Económica                             | 6593      | 0.8  | 1       | 0   |
| Otros partidos                                             | 6593      | 0.8  | 0       | –   |
| Votos en blanco/nulos                                      | 17 782    | –    | –       | –   |
| Total                                                      | 822 389   | 100  | 198     | 0   |
| Participación electoral                                    | 1 043 823 | 78.8 | –       | –   |
| Fuente: Nohlen & Stöver                                    |           |      |         |     |

### Consejo de los Estados
En varios cantones, los miembros del Consejo de los Estados fueron elegidos por los parlamentos cantonales.
| Partido                                                    | Escaños | +/– |
| ---------------------------------------------------------- | ------- | --- |
| Partido Radical Democrático Suizo                          | 20      | –1  |
| Partido Demócrata Cristiano                                | 18      | 0   |
| Partido de los Agricultores, Comerciantes e Independientes | 3       | +2  |
| Grupo Democrático                                          | 1       | 0   |
| Partido Democrático Liberal                                | 1       | 0   |
| Partido Socialista Suizo                                   | 0       | –2  |
| Otros partidos                                             | 1       | +1  |
| Total                                                      | 44      | 0   |
| Fuente: Nohlen & Stöver                                    |         |     |